# Território Antártico Chileno
A Territorio Chileno Antártico ou Antártica Chilena é uma reivindicação territorial na Antártida feita pela Chile. Administrativamente, faz parte da comuna denominada Antártica. Tal como as restantes reclamações territoriais da Antártida, encontra-se suspensa pelo Tratado da Antártida de 1959. Antártica, é uma comuna do Chile, localizada no continente Antártico. Pertence à Província de Antártica Chilena, Região de Magalhães e Antártica. Corresponde ao Território Chileno Antártico e sua capital oficial é Puerto Covadonga, nome civil da Base General Bernardo O'Higgins Riquelme, contudo a única localidade civil é Villa Las Estrellas.
A comuna da Antártica foi criada pelo Decreto N° 3773 de 11 de julho de 1961 e ficou subordinada ao Departamento de Magallanes (Punta Arenas) até 1975, quando foi criada a Província da Antártica Chilena, passando a depender administrativamente de Puerto Williams.
Atualmente é a única comuna do Chile que carece de administração municipal própria, integrando desde 2002 a agrupação das comunas de Cabo de Hornos y Antártica, cuja administração corresponde à municipalidade da comuna de Cabo de Hornos, estando sediada em Puerto Williams.
O maior centro populacional está localizado na Ilha Rei George sendo formado pela Base Presidente Eduardo Frei Montalva (1980), que possui um aeroporto; o Centro Meteorológico Presidente Frei (1969), a Villa Las Estrellas, com povoado civil, hospedaria, creche, escola, instalações científicas, mini hospital, correio e banco. Pertencente ao Chile, este enclave é o núcleo de apoio logístico mais importante para os outros oito países com bases científicas na Ilha Rei George.

## Controvérsias
Apesar do Chile reconhecer esse território como soberania chilena, vários países do mundo reconhecem o continente antártico como território neutro politicamente.